# Murago (vattendrag i Burundi, Bujumbura Rural)
Murago är ett vattendrag i Burundi.   Det ligger i provinsen Bujumbura Rural, i den västra delen av landet, 10 km norr om huvudstaden Bujumbura.
Omgivningarna runt Murago är en mosaik av jordbruksmark och naturlig växtlighet. Runt Murago är det tätbefolkat, med 982 invånare per kvadratkilometer.